# José Enrique Peña
José Enrique Peña (Montevideo, 7 de mayo de 1963) es un exfutbolista uruguayo que jugaba de mediocampista central. 
Jugó en diversos clubes de Uruguay y Chile. 
Integró la selección uruguaya de fútbol, con la que ganó la Copa América de Argentina 1987, donde derrotó en la final a Chile. 
En este país defendió los colores de Deportes Temuco en 1992.
Es padre del defensa del Liverpool Fútbol Club Agustín Peña y del mediocampista de Atenas de San Carlos Álvaro Peña.

## Clubes
| Club                  | País      | Año       |
| --------------------- | --------- | --------- |
| Huracán Buceo         | Uruguay   | 1981-1983 |
| Montevideo Wanderers  | Uruguay   | 1984-1990 |
| Nacional              | Uruguay   | 1991-1992 |
| Deportes Temuco       | Chile     | 1992      |
| Nacional              | Uruguay   | 1993      |
| Chaco For Ever        | Argentina | 1994      |
| San Martin de Tucumán | Argentina | 1995      |
| Huracán Buceo         | Uruguay   | 1995      |

## Palmarés
| Título       | Club               | País      | Año  |
| ------------ | ------------------ | --------- | ---- |
| Copa América | Selección Uruguaya | Argentina | 1987 |